# Saint-Michel-en-Brenne
Saint-Michel-en-Brenne là một xã ở tỉnh Indre ở miền trung nước Pháp. Xã này có diện tích 49,15 kilômét vuông, dân số năm 1999 là 308 người. Khu vực này có độ cao trung bình 85 mét trên mực nước biển.

## Geography
Thị trấn này nằm trong công viên tự nhiên vùng Brenne.